# FDGB-Bezirkspokal 1959
Im FDGB-Bezirkspokal der Saison 1959 wurden wie im Vorjahr Finalspiele in den einzelnen Bezirken ausgetragen, deren Sieger für den FDGB-Pokal 1960 teilnahmeberechtigt waren.

## Geschichte
Der Spielbetrieb in den 15 Bezirken wurde vom jeweiligen Bezirksfachausschuss (BFA) durchgeführt, in denen die Mannschaften unterhalb der drei höchsten Spielklassen (DDR-Oberliga, DDR-Liga und II. DDR-Liga) im Ligasystem auf dem Gebiet des Deutschen Fußball-Verbandes (DFV) spielberechtigt waren.
Die BSG Einheit Ueckermünde und der ASK Vorwärts Leipzig verteidigten ihren Pokalsieg aus dem Vorjahr erfolgreich, was die BSG Aktivist Brieske-Ost durch eine Final-Niederlage verpasste.
Das Double von Meisterschaft und Pokalsieg, schaffte neben dem ASK Vorwärts Leipzig noch die BSG Einheit Ludwigslust.
Mit Vorwärts Zingst, Chemie Sandersdorf, Chemie Weißwasser und Aktivist „Grube Deutschland“ Oelsnitz gelang es vier unterklassige Mannschaften (Bezirksklasse) den Pokal zu gewinnen.

## FDGB-Bezirkspokalendspiele
|                         | Bezirkspokalendspiele (Saison 1959) |
| Bezirk Rostock          | Sonntag, den 20. Dezember 1959 in Rostock ASG Vorwärts Zingst – BSG Einheit Grevesmühlen 2:1                                             |
| Bezirk Schwerin         | Sonntag, den 24. Mai 1959 in Parchim BSG Einheit Ludwigslust – BSG Lokomotive Plau 8:1                                                   |
| Bezirk Neubrandenburg   | Sonntag, den 03. Januar 1960 in Demmin BSG Einheit Ueckermünde – BSG Empor Neustrelitz 1:0                                               |
| Bezirk Potsdam          | Sonntag, den 20. Dezember 1959 in Friesack ASG Vorwärts Potsdam – BSG Traktor Pritzwalk 3:0                                              |
| Ost-Berlin              | Sonntag, den 27. Dezember 1959 im Hans-Zoschke-Stadion von Ost-Berlin vor 2.000 Zuschauern SG Adlershof – SG Köpenick 4:3 n. V.          |
| Bezirk Frankfurt (Oder) | Sonntag, den 27. Dezember 1959 in Frankfurt (Oder) BSG Motor Eberswalde II – BSG Empor Fürstenwalde 1:0                                  |
| Bezirk Magdeburg        | Sonntag, den 20. Dezember 1959 in Magdeburg BSG Turbine Magdeburg – BSG Aktivist Gommern 1:2                                             |
| Bezirk Halle            | Sonntag, den 20. Dezember 1959 in Halle (Saale) BSG Chemie Sandersdorf – BSG Aktivist Nachterstedt 3:2                                   |
| Bezirk Leipzig          | Sonntag, den 20. Dezember 1959 in Zwenkau ASK Vorwärts Leipzig – BSG Lokomotive Delitzsch 11:1                                           |
| Bezirk Cottbus          | Sonntag, den 27. Dezember 1959 in Spremberg BSG Chemie Weißwasser – BSG Aktivist Brieske-Ost 3:1                                         |
| Bezirk Dresden          | Sonntag, den 27. Dezember 1959 in Großröhrsdorf BSG Einheit Kamenz – BSG Stahl Freital 4:2                                               |
| Bezirk Karl-Marx-Stadt  | Sonntag, den 03. Januar 1960 in Oelsnitz/Erzgeb. BSG Aktivist „Karl-Liebknecht“ Oelsnitz – BSG Aktivist „Grube Deutschland“ Oelsnitz 0:2 |
| Bezirk Erfurt           | Sonntag, den 06. Dezember 1959 in Bad Langensalza BSG Motor Kranichfeld – BSG Motor Gispersleben 1:0                                     |
| Bezirk Gera             | Sonntag, den 27. Dezember 1959 in Gera BSG Chemie Schwarza – BSG Wismut Berga / Elster 2:1 n. V.                                         |
| Bezirk Suhl             | Sonntag, den 10. Januar 1960 in Meiningen BSG Motor Neuhaus-Schierschnitz – BSG Aktivist Unterbreizbach 3:5                              |